# Ратуфа
Ратуфа (Ratufa) — рід гризунів родини вивіркових (Sciuridae). Мешкають в тропічних лісах Південної Азії.

## Опис
Це великі тварини з довжиною тіла близько 50 см (в одного з видів — від 30 см) і вагою до 3 кг. Довжина хвоста приблизно дорівнює довжині тіла. Ведуть поодинокий спосіб життя. У самок народжується 1-2 дитинчати, 2-3 виводки в році. Для білок характерні добре розвинені та широкі подушечки на передніх лапах, які дозволяють тваринам амортизувати при стрибку. Завдяки цьому ратуфа здатна пересуватися стрибками близько 6 м в довжину і 5-10 м у глибину. У раціон входить різноманітна рослинна їжа, а також великі комахи, яйця і пташенята.

## Види
Рід включає 4 види:
- Ratufa macroura — південь Індії, Шрі-Ланка
- Ratufa indica — Індія
- Ratufa bicolor — Південно-Східна Азія, Хайнань, Суматра, Ява і Балі
- Ratufa affinis — півострів Малакка, Суматра, Борнео